# Tines de les Solanes
Les tines de Solanes és una obra del municipi del Pont de Vilomara i Rocafort (Bages) protegida com a bé cultural d'interès local.

## Descripció
La construcció se situa al marge del camí que ressegueix la riera de Mura. És un conjunt format per onze tines de dipòsit circular i dues edificacions auxiliars.
La part inferior dels murs, que confereixen l'estructura dels dipòsits de les tines, és construïda amb pedra i morter de calç, i a la part superior, amb pedra sense material d'unió. Els interiors dels dipòsits es presenten recoberts de rajoles de ceràmica envernissada lleugerament corbades. Sobre els murs s'estén el voladís, fet amb pedres més planes. Les cobertes existents són fetes amb el mètode d'aproximació de filades, sobre les quals s'estén una capa de sorra i pedruscall.
El primer grup amb què ens trobem és format per vuit tines i les dues edificacions auxiliars. Les vuit tines presenten l'interior del dipòsit circular i la planta exterior rectangular. La disposició de les tines es fa al voltant de l'edificació auxiliar més gran. Per descriure-les començarem per la situada més al nord-est i prosseguirem amb les altres seguint la direcció de les agulles del rellotge.
Les tines número 1 i 2 es construeixen sobre el nivell pla del terreny i tenen l'entrada al dipòsit a uns 3,5 m d'alçada. Totes dues presenten part de la coberta ensorrada. Els seus brocs es localitzen al parament nord-est i queden a l'interior d'un engruiximent del mur que queda tancat per una porta metàl·lica. La tina número 3 ha perdut la part superior dels murs i la totalitat de la coberta. Al seu cantó sud-est hi ha una rampa que segurament duia fins al seu accés, actualment inexistent. El seu broc s'ubica al parament nord-est.
De la tina número 4 tan sols en queda el dipòsit.
La tina número 5 presenta una finestra tapiada i el seu interior ha estat cremat. Es mantenen els murs i la coberta. S'hi accedeix per una obertura en el parament sud-est feta amb dos muntants monolítics i una llinda. La tina 6 ha perdut la part superior dels murs i la coberta. L'interior és ple de runa.
Les tines números 7 i 8 es conserven senceres. La tina número 7 té una finestra. El dipòsit ha perdut les dues filades superiors de rajoles. L'accés a la tina 8 es presenta els dos muntants verticals i dues llindes. L'entrada queda sobre el nivell del terra. Hi ha uns esglaons de pedra clavats al mateix parament. Els murs per sobre del dipòsit presenten tres finestres i dos amagatalls de grans dimensions.
El segon grup està formant per tres tines, alineades, de planta circular. Tan sols en resten els dipòsits i el seu estat de conservació és molt precari. El broc de la tina 11 està encarat cap a la riera.
Hi ha dues edificacions auxiliars. De la barraca corresponent a la tina 6 només en queda part dels murs. Envoltada per les tines hi ha les restes d'una construcció que devia tenir més d'una planta.